# Krešimir Zimonić
Krešimir Zimonić (Đurđenovac, 21. veljače 1956.) hrvatski je umjetnik, karikaturist, animator i crtač stripova. 

## Životopis
Rođen je u Đurđenovcu. Osnovnu školu završio je u Vinkovcima, a potom i Školu primijenjenih umjetnosti u Zagrebu. Studirao je na Akademiji likovnih umjetnosti također u Zagrebu. U skupini je najuglednijih hrvatskih strip autora i najistaknutiji predstavnik mlađeg naraštaja Zagrebačke škole crtanoga filma. Stripove i ilustracije objavljuje kontinuirano od sredine sedamdesetih godina. Od 1979. godine profesionalno radi na animiranome filmu. Prvo kao animator i glavni crtač, a od 1983. i kao samostalni redatelj. 1981. godine dobio je privilegiju statusa samostalnoga umjetnika.
Član je poznate grupe Novi kvadrat, a također je bio i grafičko-likovni urednik Modre laste, umjetnički direktor Salona stripa u Vinkovcima, glavni urednik strip magazina "Patak", te jedan od osnivača i višegodišnji predsjednik Hrvatskoga društva autora stripa. Nekoliko godina obavljao je poslove umjetničkoga direktora Zagreb filma, te bio članom brojnih prosudbenih komisija, a od 1992. i član vijeća Svjetskoga festivala animiranoga filma u Zagrebu. Sudjelovao je na mnogim izložbama, a za svoje stvaralaštvo je primio niz domaćih i međunarodnih nagrada i priznanja. Od 2000. godine je nositelj odlikovanja Reda Danice hrvatske s likom Marka Marulića za osobite zasluge u kulturi. Tijekom dugogodišnje plodne simbioze s listom za mlade "Modra lasta" nastala je Zlatka, lik iznimne popularnosti koji se danas smatra jednim od antologijskih likova hrvatskog stripa.

## Djela

### Dizajn, strip i ilustracija

#### Zbirke stripova:
- "Spore" (1990.)
- "Zlatka" (1998.)
- "Luna" (1999.)
- "Bitka kod Siska 1593" (zajedno s Dušanom Gačićem) (2000.)

#### Strip-serijali:
- "Luna",
- "Nokak",
- "Priče iz davnine",
- "Zlatka", "Kronike".

#### Ilustracije za knjige:
- Zlatko Šporer: "Matematički leksikon"
- S. Vadla: "Bajka o gemi"
- Ivana Brlić-Mažuranić: "Priče iz davnine"
- Oscar Wilde: "Sretni princ"
- J. P. Barrie: "Petar Pan",
- J. Speiri: "Heidi", Zagreb 1995.
- D. Perica: "Žar na dlanu"
- Stjepan Tomaš: "Mali ratni dnevnik"
- Lidija Bajuk-Pecotić: "Kneja", Mozaik knjiga 1999.
- J. Horvat: "Svjetionik", Školska knjiga 2000.
- Oscar Wilde: "Sretni kraljević i druge priče", ABC naklada 2001.
- Anđelka Martić: "Tri lisice i šumski car", Golden marketing 2002.
- Anđelka Martić: "Dječak i div", Golden marketing 2002.
- Lidija Bajuk-Pecotić: "Kneja", Slon 2002.

#### Listovi i časopisi:
Pegaz, Polet, Student, Vidici, Pitanja, Oko, Stripoteka, Patak, Yu-strip, Naš strip, Maslačak, Modra lasta, Smib, Galeb, Kurir, Erotika, Vjesnik, Večernji list, Studio, Fokus, Kvadrat, Kult, Šalji dalje, Booom

#### Antologije i katalozi:
- "Hrvatski posljeratni strip"
- "Put u obećanu zemlju"
- Salon stripa u Vinkovcima '84, '92, '95, '97 i '99
- Međunarodna izložba crteža, Rijeka '98
- "Signed by War"
- "Sperminator- Women in War"

#### Plakati:
- Kazališna radionica "Pozdravi", 1978.
- Salon stripa Vinkovci 1984. i 1985.
- Kazalište "Trešnja" - 1986.
- Sisak - za ljepši grad - 1987.
- Svjetski festival animiranog filma Zagreb '92
- Modra lasta, 1993.
- Izložba stripa u Rijeci, 1995.
- Svjetski dan voda, 1999.
- Svjetski festival animiranog filma Zagreb 2002.

### Animirani film

#### Crtež i animacija
- "Kugina kuća" 1979.

#### Scenarij, crtež, animacija i režija:
- "Album" 1983.
- "Utakmica" 1987.
- "Leptiri" 1988.
- "Krug" 1989.
- "Greetings from Croatia" 1991.
- "Čakaj me" 1992.[4]

## Nagrade i priznanja
- 1978. Nagrada za strip na natječaju lista Mladost
- Nagrada za strip na natječaju u Dečjim novinama ("Luna")
- 1981. Montreal - Nagrada za politički crtež (ilustracija)
- 1983. Beograd - najbolji animirani film (Album)
- Annecy - najbolji prvi film (Album)
- 1984. Madrid - najbolji animirani film (Album)
- Nagrada "7. sekretara SKOJ-a" za film (Album)
- Nagrada "Vladimir Nazor" za film (godišnja) (Album)
- 1985. Nagrada za najbolji strip, natječaj "Vidici"
- Nagrada "Gavran" za strip
- 1987. Gijon - Nagrada filmskih kritičara (Utakmica)
- Titograd - Nagrada za najbolju animaciju (Utakmica)
- 1988. Zagreb, Svjetski festival animiranog filma - Nagrada za likovnost (Leptiri)
- 1989. Beograd - Nagrada za animaciju (Krug)
- 1992. Salon stripa Vinkovci - "Grand Prix"
- Hirošima - diploma (Greetings from Croatia)
- Zagreb, Dani hrvatskog filma - Nagrada "Oktavijan" (Čakaj me).
- 2000. Odlikovanje Redom Danice hrvatske s likom Marka Marulića za osobite zasluge u kulturi.